# IC 2149
IC 2149 – mgławica planetarna znajdująca się w konstelacji Woźnicy. Została odkryta w 1906 roku przez Williaminę Fleming. Jest oddalona o około 10,6 tysiąca lat świetlnych od Ziemi.